# Couternon
Couternon település Franciaországban, Côte-d’Or megyében. Lakosainak száma 1903 fő (2022. január 1.). Couternon Varois-et-Chaignot, Chevigny-Saint-Sauveur, Quetigny, Arc-sur-Tille, Bressey-sur-Tille és Orgeux községekkel határos.

## Népesség
A település népességének változása:
| Lakosok száma | 345  | 745  | 1116 | 1608 | 1839 | 1884 | 1889 | 1912 | 1920 | 1903 |
|               | 1968 | 1982 | 1990 | 2006 | 2013 | 2015 | 2017 | 2019 | 2020 | 2022 |